# Carlos Nelson Coutinho
Carlos Nelson Coutinho (Itabuna, 28 de junho de 1943 - Rio de Janeiro, 20 de setembro de 2012) foi um filósofo político, ensaísta e tradutor brasileiro.

## Biografia
Foi um de nossos principais intelectuais marxistas brasileiros, sempre articulando sua reflexão teórica com a prática militante. Dedicou-se à crítica cultural nos anos 1960 e 1970 e teve papel destacado na divulgação das obras de Lukács e Gramsci no Brasil. Também editou as obras de Antonio Gramsci,  publicadas pela editora Civilização Brasileira. Seu clássico ensaio A Democracia como valor universal  foi marcante no debate sobre a teoria política no Brasil.
Nasceu na cidade de Itabuna, na Bahia, graduou-se em Filosofia na Universidade Federal da Bahia (1961 - 1965). Desde jovem militou no Partido Comunista Brasileiro (PCB).
Lançou diversos livros de caráter crítico-literário e humanista nos anos 1960 pela Editora Civilização Brasileira.
Nos anos 1970, exilou-se em Bolonha (Itália), onde recebeu forte influência político-teórica do antigo Partido Comunista Italiano, e posteriormente em Paris..
Dentro do PCB, fez parte do "grupo de Armênio Guedes",  que buscava a renovação no comunismo brasileiro, a partir da questão democrática. Notabilizou-se pelo artigo "Democracia como valor Universal", fortemente inspirado pelo PCI, especialmente por Enrico Berlinguer e Pietro Ingrao.
Foi organizador e tradutor de inúmeros livros para o português, dentre eles o mais famoso, O Capital, de Karl Marx.
Além de Antonio Gramsci e G Lukács, Carlos Nelson Coutinho era admirador da obra de Theodor W. Adorno e Walter Benjamin, através desses autores definia as características  fundamentais de seu pensamento
Nos anos 1980, com a crise do PCB e seu afastamento do eurocomunismo, Coutinho aproxima-se por um momento Partido Socialista Brasileiro (que já não era mais o histórico (PSB) pós-1945  de Hermes Lima e João Mangabeira). Porém firmou-se no então recém criado Partido dos Trabalhadores (PT), até o racha e a criação do Partido Socialismo e Liberdade (PSOL), onde permaneceu militando até seus últimos dias, sem contudo nunca esquecer sua raiz comunista e sua ligação com o PCB.
Em agosto de 1986, passou a lecionar na UFRJ. Em 1988, defendeu tese de Livre-docência na Universidade Federal do Rio de Janeiro. Aposentou-se em abril de 2012.
Em 29 de junho de 2012 recebeu o título de professor emérito da Escola de Serviço Social da Universidade Federal do Rio de Janeiro (UFRJ). Faleceu meses depois, aos 69 anos, em sua casa, no bairro de Cosme Velho, no Rio de Janeiro, em consequência de um câncer de pulmão, diagnosticado em fevereiro do mesmo ano.

## Obras

### Livros
- De Rousseau a Gramsci - Ensaios de Teoria Política, Boitempo, 2011
- Contra a Corrente, Cortez, 2008
- Intervenções - O Marxismo na Batalha das Ideias, Cortez, 2006.
- Cultura e Sociedade no Brasil, Expressão Popular, 2011; 1ª ed.: DP&A Editora, 2005.
- Lukács, Proust e Kafka, Civilização Brasileira, 2005
- Ler Gramsci - Entender a Realidade, Civilizaçao Brasileira, 2003; 2ª ed.: 2011.
- Gramsci - Um Estudo Sobre o Seu Pensamento Político, 1999
- Gramsci e América Latina, Paz e Terra, 1998
- Marxismo e Política, Cortez, 1994.
- Democracia e Socialismo, Cortez, 1992.
- Introducción a Gramsci, México, Ediciones Era, 1986.
- Literatura e Ideología en Brasil, Havana, Casa de Las Américas, 1986.
- A Dualidade de Poderes. Brasiliense, 1985.
- A Democracia como Valor Universal, ed. Ciências Humanas, 1984.
- Gramsci. Editora P&PM, 1981.
- O Estruturalismo e a Miséria da Razão, Expressão Popular, 2010; 1ª ed.:Ed. Paz e Terra, 1972.[13]
- Georg Lukács. Marxismo e Teoria da Literatura, Civilização Brasileira, 1968.
- Literatura e Humanismo, Editora Paz e Terra, 1967.

### Artigos
- "O conceito de vontade coletiva em Gramsci", 2008[14]
- "Crítica e utopia em Rousseau", 1996[15]
- "A dimensão objetiva da vontade geral em Hegel", 1998[16]
- "A Democracia como Valor Universal"[17]
- "O Estado Brasileiro: gênese, crise, alternativas". In: LIMA, Júlio César França; NEVES, Lúcia Maria Wanderley. Fundamentos da educação escolar do Brasil contemporâneo. Rio de Janeiro, Fiocruz, 2006. p.173-200.